# Dér el-Bahrí
Dér el-Bahrí (arabsky الدير البحري‎, v překladu Severní klášter) je archeologická lokalita v Egyptě. Nachází se na západním břehu řeky Nil v blízkosti města Luxor. Prvním monumentem, který zde byl postaven, je zádušní chrám Mentuhotepa II., panovníka 11. dynastie. Během 18. dynastie zde postavili své chrámy faraon Thutmose III. a královna Hatšepsut.

## Lokalita

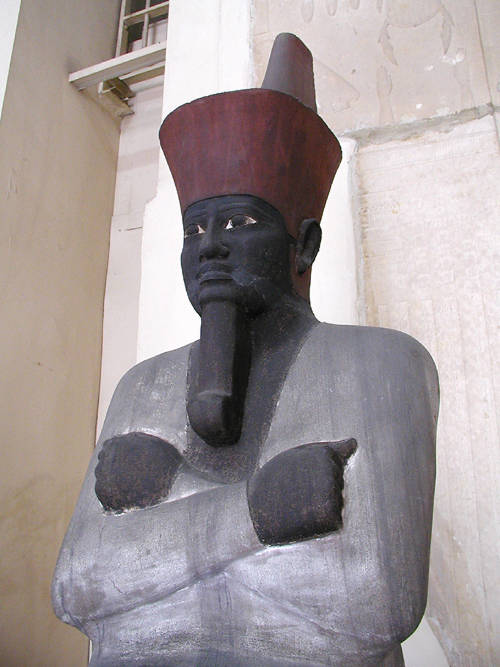
Vápencová socha Mentuhotepa II. nalezená v jeho zádušním chrámu

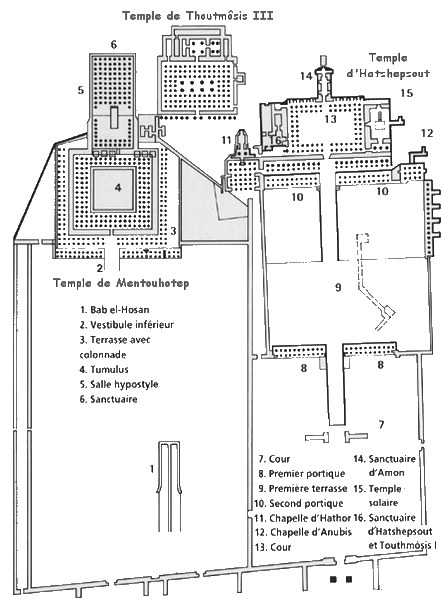
Chrámy v Dér el-Bahrí

Chrámy v Dér el-Bahrí jsou obklopeny půlkruhovou, tři sta metrů vysokou skalní kotlinou. Zádušní chrámy byly dříve spojeny cestou s břehem řeky Nil. Tyto tři procesní cesty končící v zahradách před chrámovými komplexy byly lemovány sfingami a sochami. Zahrady byly zavlažovány z umělých jezírek a byly zde pěstovány fíkovníky a tamaryšky. Většina z toho již dnes neexistuje. Nejznámějším a nejvíce navštěvovaným chrámem je ten, který nechala postavit královna Hatšepsut. Její chrám je z celého komplexu nejzachovalejší. Údolí Dér el-Bahrí (Severní klášter) získalo svůj název podle kláštera, který zde v koptské době stával.

## Chrámy

### Zádušní chrám Mentuhotepa II.
Mentuhotep II. byl panovníkem 11. dynastie, který na začátku Střední říše znovu sjednotil Egypt. Mentuhotep II. jako první postavil v Dér el-Bahrí neobvyklý zádušní chrám, který byl zasvěcen bohyni Hathor. Na rozdíl od ostatních chrámů postavených v západních Thébách, ten jeho skutečně sloužil jako zádušní chrám, kde se po jeho smrti konal kult zemřelého krále.
Terasovitý zádušní chrám se skládá z nádvoří, které je ze třech stran uzavřeno zdmi, a terasy, na které se nacházela mastaba. Chrám směřuje směrem na východ, což má pravděpodobně spojitost s kultem slunečního boha Re a královým vzkříšením. Ve východní části nádvoří se nachází otvor nazývaný Báb el-Hosan, který vede do podzemní chodby a kenotafu, kde byla v roce 1900 nalezena králova socha z malovaného pískovce. K jménu Báb el-Hosan (Koňská brána) se váže známá archeologická historka, podle níž měl kůň britského archeologa Howarda Cartera klopýtnout o jámu, díky čemuž objevil chodbu, která vedla až do faraonovy hrobky. Na západní straně, vedle rampy vedoucí na horní terasu, byly zasazeny tamaryšky a fíkovníky. V zadní straně nádvoří a terasy se nachází sloupová síň vyzdobená reliéfy, které zobrazují motivy lovů, průvodů a vojenských úspěchů krále Mentuhotepa II.
Vnitřní část chrámu byla vytesaná 150 metrů do nitra skály. Tato část obsahovala druhé nádvoří, sloupovou síň a královu hrobku. Toto řešení pohřební komory se později využívalo při stavbách hrobek v Údolí králů. V malé svatyni, která se nacházela v zadní části druhého nádvoří, se udržoval kult zemřelého krále. Stejně jako tomu bylo na pohřebištích Staré říše, i zde se v blízkosti faraonovy hrobky nacházely hroby princů, princezen a královských manželek.

### Zádušní chrám Thutmose III.
Během archeologických prací, které v Dér el-Bahrí v roce 1961 probíhaly, byl objeven malý chrám, který nechal na konci své vlády postavit faraon Thutmose III. Nachází se mezi chrámy Mentuhotepa II. a královny Hatšepsut. Tento nejmenší zádušní chrám v Dér el-Bahrí, který byl zasvěcen bohu Amon-Reovi, byl opuštěn na konci 20. dynastie, kdy byl pravděpodobně zničen sesuvem půdy. Trosky chrámu dlouho poté sloužily jako kamenolom. Avšak i přes značné poničení se dodnes dochovaly mnohé reliéfy, z nichž jsou některé vystaveny v Luxorském muzeu. Samotná budova, postavená vezírem Rechmireem, se nachází v ose celého údolí a její architektonický styl byl nejspíše inspirován chrámem královny Hatšepsut. Chrám se skládá ze soustavy plošin a teras, velké sloupové síně se 76 polygonálními sloupy, síně pro Amonovu bárku a svatyně. Chrám byl využíván během procesí známého jako Nádherné slavnosti údolí, které bylo společně se svátkem opet nejdůležitější thébskou slavností. Původním cílem tohoto průvodu byl chrám královny Hatšepsut, avšak za vlády Thutmose III. byl nahrazen jeho chrámem.

### Zádušní chrám královny Hatšepsut

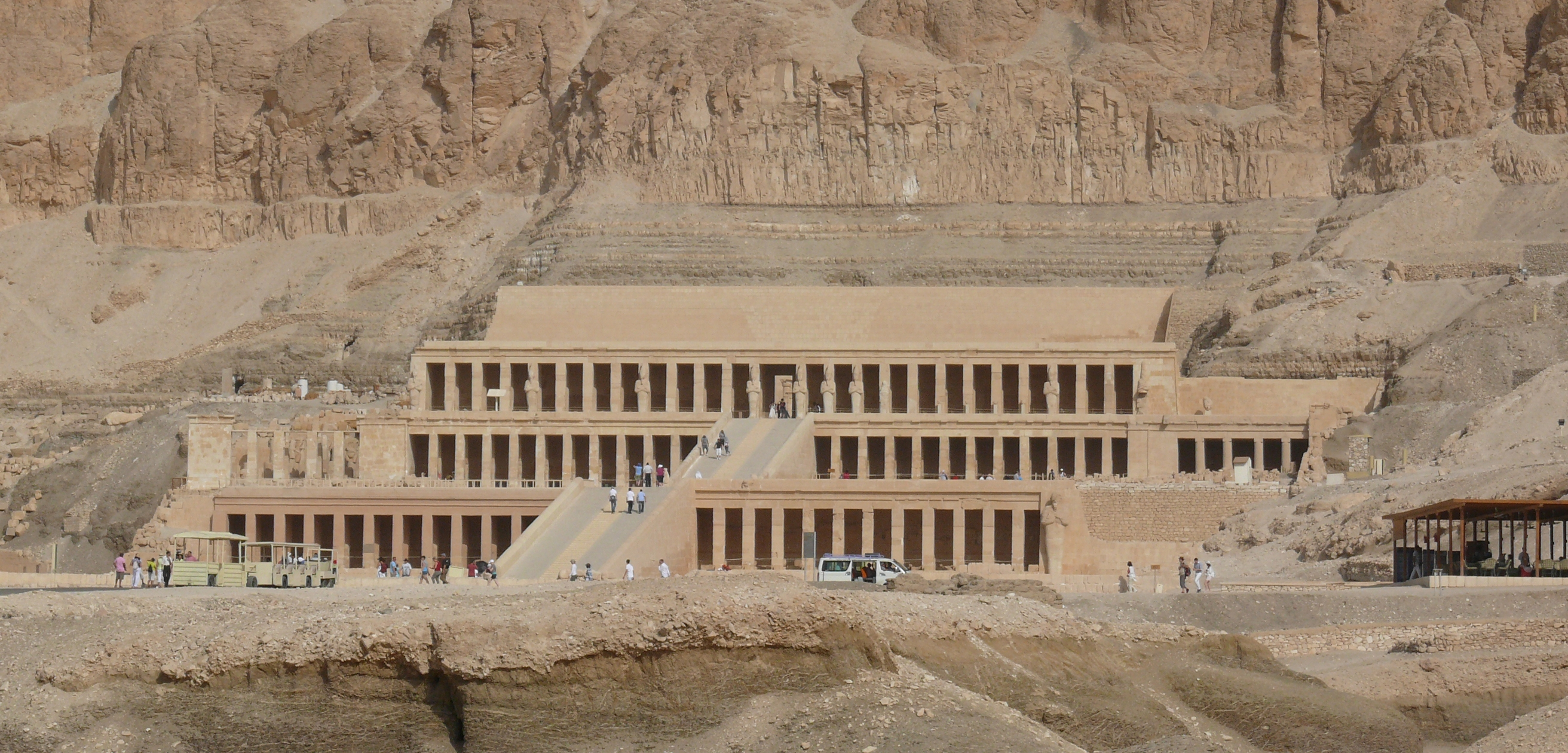
Zádušní chrám královny Hatšepsut

Nejimpozantnější stavbou západních Théb je bezesporu zádušní chrám královny Hatšepsut, nazývaný též jako Džeser-Džeseru neboli „Nejposvátnější z posvátných“. Terasovitý chrám se nachází nejseverněji ze všech staveb v Dér el-Bahrí a byl navržen architektem Senenmutem. Výrazně poničená stavba byla objevena v roce 1891. Od té doby na ní pracovala řada archeologů a restaurátorů, kteří ji navrátili vzhled, který měla v dřívějších dobách. Kromě vlivu času se na chrámu podepsaly různé přírodní katastrofy a činnost Hatšepsutina nástupce Thutmose III., který na konci své vlády systematicky ničil odkazy, které po sobě královna zanechala. Chrám se skládá ze tří uměle vytvořených plošin, které spojuje obrovské schodiště vedoucí až k nejsvětější svatyni, která byla stejně jako v případě Mentuhotepova chrámu vytesána do skály. Podél schodišť se dříve nacházely okrasné zahrady. Na západní straně první terasy se nacházel portik tvořený 22 pilíři. Po jeho stranách se nacházely dvě velké sochy boha Usira, jež představovaly samotnou královnu. Portik byl zdoben reliéfy, které zobrazovaly přepravu dvou obelisků z Asuánu do Karnaku. Na druhé terase se nachází Hathořina kaple, dolní Anupova kaple, střední a severní portik. Zde reliéfy zobrazují výpravu do země Punt a královninu korunovaci. Na horní terase stojí kaple určená pro královský kult královny Hatšepsut a jejího otce Thutmose I., nádvoří zasvěcené kultu slunečního boha Reharachteje a horní Anupova kaple.

## Skrýš vDér el-Bahrí
Na druhé straně horského hřebenu, který ohraničuje kotlinu Dér el-Bahrí, byla v roce 1881 objevena hrobka královny Inhapy, jež ukrývala přes padesát mumií královských rodin. Mezi nimi se nacházeli i jedni z největších staroegyptských vládců.
Hrobka byla nalezena úplnou náhodou, když do ní spadla zatoulaná koza místní rodiny. Když jí přišel vysvobodit její majitel Ahmad Abd ar-Rasúl a slezl pro ní do hluboké šachty, ocitl se v chodbě, v níž se nacházely hromady zaprášených rakví. Po několik let si Ahmad toto tajemství udržel pro sebe. Během této doby se na luxorském trhu se starožitnostmi objevovaly mnohé významné předměty včetně jedné mumie, což upoutalo pozornost egyptského památkového úřadu. Ten v čele s Emilem Brugschem, německým asistentem kurátora z búláckého muzea, vypátral bratry Rasúlovy a přinutil je k prozrazení místa, kde se hrobka nachází. 6. července 1881 vstoupil Brugsch poprvé do oné hrobky. Kromě rakví se zde nacházely například alabastrové a kovové nádoby, látky a ozdoby. Později se k objevu Emil Brugsch vyjádřil následovně:
„Když jsem se vzpamatoval, prozkoumal jsem je, jak nejlépe jsem ve světle své pochodně mohl. A tu jsem zjistil, že obsahují mumie královských osobností obou pohlaví. Ale to ještě nebylo všechno. Vrhnuv se před svého průvodce, došel jsem na konec komory a tam jsem nalezl velké množství rakví překvapivé velikosti a váhy, opřených o zeď nebo ležících na podlaze. Potaženy zlatem a vyleštěny, odrážely tak jasně moji vzrušenou podobu, že se zdálo, jako bych hleděl do tváří svých vlastních předků.“
Nález to byl velkolepý, a proto vyžadoval rychlé vyklizení hrobky. Během několika dní bylo z hrobky vyzvednuto přes padesát mumií králů, královen a členů královských rodin, společně s nimi se zde nacházelo téměř 6000 předmětů. Veškerý obsah byl poslán lodí do Egyptského muzea v Búláku. V hrobce se nacházely následující královské mumie: Sekenenre Tao, Ahmose I., Amenhotep I., Thutmose I., Thutmose II., Thutmose III., Sethi I., Ramesse II., Ramesse III. a Ramesse IX. Rovněž byla v hrobce nalezena rakev Ramesse I., avšak již bez těla. Spekuluje se, že mumie, která se objevila na luxorském trhu, mohla patřit právě tomuto panovníkovi. Objev tolika králů v jedné hrobce překvapil celou vědeckou komunitu. Vše následně vysvětlily etikety, které se nacházely na mnohých rakvích a mumiích. Na obinadlech královské mumie Ramesse II. byl barvou zaznamenaný nápis, který popisoval přesunutí mumie do hrobky jeho otce Sethiho I. Podle nápisů na jiných etiketách byla později obě těla společně s dalšími přesunuta do hrobky královny Inhapy, která byla zároveň rodinou hrobkou thébského velekněze Pinodžema II. Další mumie sem byly přidány za vlády krále 22. dynastie Šešonka I. Hlavním důvodem k přesunu královských ostatků byla snaha uchránit je před zneuctěním, kterého se mohli dopustit vykradači hrobek.

## Luxorský masakr
Lokalita Dér el-Bahrí se 17. listopadu 1997 stala dějištěm teroristického útoku, při němž bylo zavražděno 62 lidí, z toho 58 turistů.